# Мемориал Святой Елены

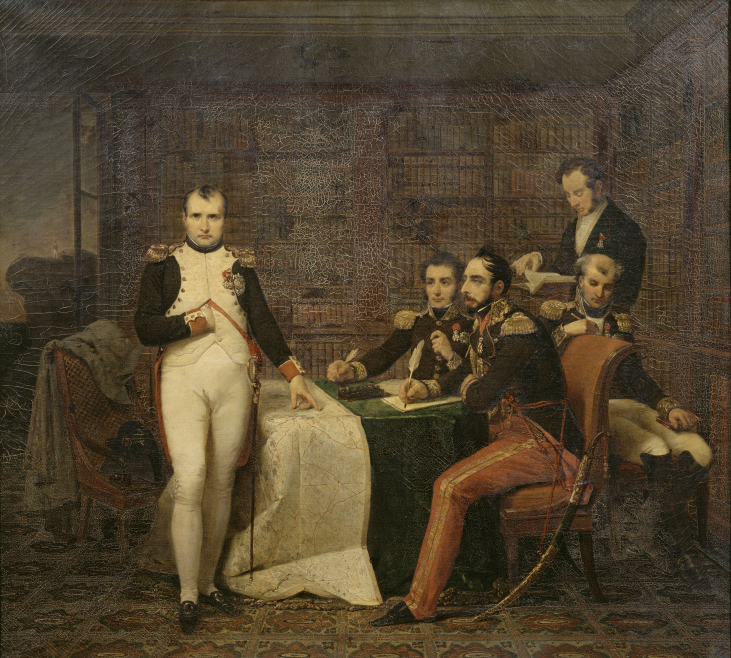
Наполеон I диктует свои мемуары генералам Монтолону и Гурго в присутствии Анри Гасьена Бертрана и Эммануэля де Лас Каза. Холст, масло, анонимный автор

Мемориал Святой Елены (фр. Le Mémorial de Sainte-Hélène) — дневник-мемуар, записанный Эммануэлем де Лас Казом на основании его почти ежедневных разговоров с Наполеоном Бонапартом на острове Святой Елены. Мемориал содержит сведения о жизни, карьере, политической философии и условиях ссылки бывшего императора. Впервые опубликованная в 1823 году после смерти Наполеона, эта работа имела огромный литературный успех, была переведена на множество языков и издавалась в течение XIX и XX веков. Произведение вошло в массовое сознание как нечто подобное личному и политическому завещанию Наполеона, и стало основополагающим текстом в развитии культа Наполеона и идеологии бонапартизма.

## Состав и публикация
Лас Каз начал свой дневник 20 июня 1815 года, через два дня после поражения Наполеона в Ватерлоо, и продолжал его до изгнания с острова Святой Елены по приказу губернатора острова Хадсона Лоу в конце следующего года.
По словам Лас Каза, идея Мемориала зародилась в начале августа 1815 года на борту Беллерофона, когда Наполеон ждал корабль, который доставит его и небольшую группу спутников на остров Святой Елены. Наполеон находил утешение в мысли о самоубийстве, но Лас Каз настаивал на том, что в «пустынном месте» изгнания у них всё ещё будет цель:
«Сир, — ответил я, — мы будем жить нашим прошлым: в нём есть
достаточно такого, чтобы радовать нас. Разве мы не наслаждаемся жизнью Цезаря и жизнью Александра Македонского? Мы же будем обладать гораздо бо́льшим, а вы заново поразмышляете о своей жизни». — «Пусть будет так! — согласился Наполеон. — Мы будем писать мемуары».
В какой-то момент Лас Каз начал ежедневно записывать свои беседы с императором, поставив своему сыну Эммануилу задачу делать достоверные копии. Время от времени Лас Каз давал Наполеону отрывки для прочтения, чтобы получить его одобрение.
Когда у Лас Каза были найдены личные письма, которые он пытался тайно переправить в Европу, он был арестован 25 ноября 1816 года и выслан с острова Святой Елены месяц спустя. Британские власти конфисковали рукопись Мемориала и отправили её в Англию на хранение Государственному секретарю по вопросам войны и колоний Генри Батерсту. Рукопись была возвращена Лас Казу только через пять лет после смерти Наполеона.
Мемориал был впервые переиздан менее чем через год после его публикации в 1823 году и был перевёден на английский, немецкий, итальянский, испанский и шведский языки. Это была одна из самых продаваемых книг во Франции между 1826 и 1840 годами. В 1950 году он был избран для включения в серию французской классики Библиотеки Плеяды.